# Premiership Rugby (2013/2014)
English Premiership 2013/2014 – dwudziesta siódma edycja Premiership, najwyższego poziomu rozgrywek w rugby union w Anglii. Organizowane przez Rugby Football Union zawody odbyły się w dniach 6 września 2013 – 31 maja 2014 roku, a tytułu bronił zespół Leicester Tigers.
Rozgrywki toczyły się w pierwszej fazie systemem ligowym w okresie jesień-wiosna, a czołowa czwórka awansowała do półfinałów. Tytuł mistrzowski zdobył zespół Northampton Saints.

## Faza grupowa
| 6 września 201319:45 | Newcastle Falcons                             | 0:21(0:6) | Bath | Kingston Park, Newcastle upon Tyne Widzów: 4616 Sędzia: Wayne Barnes |
| 6 września 201319:45 | Anthony Perenise 5 (P) George Ford 11 (pd 3K) | 0:21(0:6) |      | Kingston Park, Newcastle upon Tyne Widzów: 4616 Sędzia: Wayne Barnes |

| 7 września 201314:00 | London Irish                                                   | 20:42(10:21) | Saracens                                                                             | Twickenham Stadium Londyn Widzów: 62637 Sędzia: Greg Garner |
| 7 września 201314:00 | Ian Humphreys 10 (2pd 2K) Kieran Low 5 (P) Marland Yarde 5 (P) | 20:42(10:21) | Chris Ashton 5 (P) Jamie George 10 (2P) Mako Vunipola 5 (P) Owen Farrell 19 (2pd 5K) | Twickenham Stadium Londyn Widzów: 62637 Sędzia: Greg Garner |
| 7 września 201314:00 | Matt Stevens                                                   | 20:42(10:21) |                                                                                      | Twickenham Stadium Londyn Widzów: 62637 Sędzia: Greg Garner |

| 7 września 201315:00 | Gloucester                                   | 16:22(3:14) | Sale Sharks                                                                               | Kingsholm Stadium, Gloucester Widzów: 12635 Sędzia: Andrew Small |
| 7 września 201315:00 | Freddie Burns 11 (pd 3K) Henry Trinder 5 (P) | 16:22(3:14) | Andy Forsyth 5 (P) Joe Ford 3 (dg) Mark Cueto 5 (P) Nick MacLeod 3 (K) Tom Arscott 6 (2K) | Kingsholm Stadium, Gloucester Widzów: 12635 Sędzia: Andrew Small |
| 7 września 201315:00 | Billy Twelvetrees · Nick Wood                | 16:22(3:14) | Ross Harrison                                                                             | Kingsholm Stadium, Gloucester Widzów: 12635 Sędzia: Andrew Small |

| 7 września 201315:00 | Northampton Saints                                                                                            | 38:11(31:6) | Exeter                                 | Franklin’s Gardens, Northampton Widzów: 12205 Sędzia: JP Doyle |
| 7 września 201315:00 | Dylan Hartley 5 (P) George Pisi 5 (P) Ken Pisi 5 (P) Samu Manoa 5 (P) Stephen Myler 13 (5pd K) Tom Wood 5 (P) | 38:11(31:6) | Dean Mumm 5 (P) Gareth Steenson 6 (2K) | Franklin’s Gardens, Northampton Widzów: 12205 Sędzia: JP Doyle |
| 7 września 201315:00 | Courtney Lawes · Phil Dowson                                                                                  | 38:11(31:6) |                                        | Franklin’s Gardens, Northampton Widzów: 12205 Sędzia: JP Doyle |

| 7 września 201316:30 | London Wasps                                              | 15:16(10:3) | Harlequins                               | Twickenham Stadium Londyn Widzów: 62637 Sędzia: Tim Wigglesworth |
| 7 września 201316:30 | Andy Goode 5 (pd K) Joe Launchbury 5 (P) Tom Palmer 5 (P) | 15:16(10:3) | Karl Dickson 5 (P) Nick Evans 11 (pd 3K) | Twickenham Stadium Londyn Widzów: 62637 Sędzia: Tim Wigglesworth |

| 8 września 201314:00 | Leicester Tigers | 32:15(18:3) | Worcester Warriors                                            | Welford Road, Leicester Widzów: 20230 Sędzia: Luke Pearce |
| 8 września 201314:00 | Adam Thompstone 5 (P) David Mele 5 (P) Jordan Crane 5 (P) Owen Williams 2 (pd) Ryan Lamb 10 (2pd 2K) Vereniki Goneva 5 (P) | 32:15(18:3) | Chris Jones 5 (P) Ignacio Mieres 5 (pd K) Josh Matavesi 5 (P) | Welford Road, Leicester Widzów: 20230 Sędzia: Luke Pearce |
| 8 września 201314:00 | Mike Williams | 32:15(18:3) |                                                               | Welford Road, Leicester Widzów: 20230 Sędzia: Luke Pearce |

| 13 września 201319:45 | Harlequins        | 6:13(3:3) | Northampton Saints                         | Twickenham Stoop, Londyn Widzów: 11498 Sędzia: Andrew Small |
| 13 września 201319:45 | Nick Evans 6 (2K) | 6:13(3:3) | James Wilson 5 (P) Stephen Myler 8 (pd 2K) | Twickenham Stoop, Londyn Widzów: 11498 Sędzia: Andrew Small |
| 13 września 201319:45 | Nick Easter       | 6:13(3:3) | Stephen Myler                              | Twickenham Stoop, Londyn Widzów: 11498 Sędzia: Andrew Small |

| 13 września 201320:00 | Sale Sharks                         | 14:15(11:9) | Newcastle Falcons                    | AJ Bell Stadium, Manchester Widzów: 6876 Sędzia: Luke Pearce |
| 13 września 201320:00 | Dan Braid 5 (P) Nick MacLeod 9 (3K) | 14:15(11:9) | Phil Godman 12 (4K) Rory Clegg 3 (K) | AJ Bell Stadium, Manchester Widzów: 6876 Sędzia: Luke Pearce |
| 13 września 201320:00 | Dom Barrow                          | 14:15(11:9) |                                      | AJ Bell Stadium, Manchester Widzów: 6876 Sędzia: Luke Pearce |

| 14 września 201315:00 | Exeter                                                               | 30:26(16:12) | London Wasps                                                     | Sandy Park, Exeter Widzów: 7033 Sędzia: Martin Fox |
| 14 września 201315:00 | Gareth Steenson 15 (3pd 3K) James Scaysbrook 5 (P) Tom James 10 (2P) | 30:26(16:12) | Andy Goode 16 (2pd 4K) Ashley Johnson 5 (P) Christian Wade 5 (P) | Sandy Park, Exeter Widzów: 7033 Sędzia: Martin Fox |
| 14 września 201315:00 | Ashley Johnson                                                       | 30:26(16:12) |                                                                  | Sandy Park, Exeter Widzów: 7033 Sędzia: Martin Fox |

| 14 września 201315:00 | Worcester Warriors                           | 18:20(10:10) | London Irish                                    | Sixways Stadium, Worcester Widzów: 6990 Sędzia: Tim Wigglesworth |
| 14 września 201315:00 | David Lemi 5 (P) Ignacio Mieres 13 (P pd 2K) | 18:20(10:10) | Ian Humphreys 10 (2pd 2K) Marland Yarde 10 (2P) | Sixways Stadium, Worcester Widzów: 6990 Sędzia: Tim Wigglesworth |
| 14 września 201315:00 | Chris Halaʻufia                              | 18:20(10:10) |                                                 | Sixways Stadium, Worcester Widzów: 6990 Sędzia: Tim Wigglesworth |

| 14 września 201315:15 | Bath                                                            | 27:20(21:3) | Leicester Tigers                                                           | The Recreation Ground, Bath Widzów: 11253 Sędzia: Greg Garner |
| 14 września 201315:15 | George Ford 17 (pd 5K) Jonathan Joseph 5 (P) Matt Banahan 5 (P) | 27:20(21:3) | David Mele 5 (pd K) Ed Slater 5 (P) Steve Mafi 5 (P) Vereniki Goneva 5 (P) | The Recreation Ground, Bath Widzów: 11253 Sędzia: Greg Garner |
| 14 września 201315:15 | Logovi’i Mulipola · Tom Youngs                                  | 27:20(21:3) |                                                                            | The Recreation Ground, Bath Widzów: 11253 Sędzia: Greg Garner |

| 15 września 201314:00 | Saracens | 44:12(10:12) | Gloucester            | Allianz Park, Londyn Widzów: 7462 Sędzia: Wayne Barnes |
| 15 września 201314:00 | Ben Spencer 2 (pd) Billy Vunipola 5 (P) David Strettle 10 (2P) Joel Tomkins 5 (P) Owen Farrell 17 (4pd 3K) Schalk Brits 5 (P) | 44:12(10:12) | Freddie Burns 12 (4K) | Allianz Park, Londyn Widzów: 7462 Sędzia: Wayne Barnes |
| 15 września 201314:00 | Sione Kalamafoni · Nick Wood                                                                                                  | 44:12(10:12) |                       | Allianz Park, Londyn Widzów: 7462 Sędzia: Wayne Barnes |

| 20 września 201319:45 | Worcester Warriors                           | 13:37(6:20) | Harlequins | Sixways Stadium, Worcester Widzów: 7269 Sędzia: Wayne Barnes |
| 20 września 201319:45 | Ignacio Mieres 8 (pd 2K)                     | 13:37(6:20) | Ben Botica 3 (K) Danny Care 5 (P) Joe Marler 5 (P) Mike Brown 5 (P) Nick Evans 14 (4pd 2K) Rob Buchanan 5 (P) | Sixways Stadium, Worcester Widzów: 7269 Sędzia: Wayne Barnes |
| 20 września 201319:45 | Ed Shervington · Jake Abbott · Josh Matavesi | 13:37(6:20) | Mark Lambert                                                                                                  | Sixways Stadium, Worcester Widzów: 7269 Sędzia: Wayne Barnes |

| 20 września 201320:00 | Sale Sharks                                   | 26:22(13:3) | London Wasps                                                 | AJ Bell Stadium, Manchester Widzów: 5372 Sędzia: Tim Wigglesworth |
| 20 września 201320:00 | Danny Cipriani 21 (P 2pd 4K) Mark Cueto 5 (P) | 26:22(13:3) | Andy Goode 7 (2pd K) Ashley Johnson 5 (P) Josh Bassett 5 (P) | AJ Bell Stadium, Manchester Widzów: 5372 Sędzia: Tim Wigglesworth |

| 21 września 201315:00 | Leicester Tigers | 31:6(17:6) | Newcastle Falcons   | Welford Road, Leicester Widzów: 19723 Sędzia: David Rose |
| 21 września 201315:00 | Blaine Scully 5 (P) Dan Bowden 5 (P) Graham Kitchener 5 (P) Jordan Crane 5 (P) Owen Williams 2 (pd) Thomas Waldrom 5 (P) Toby Flood 4 (2pd) | 31:6(17:6) | Rory Clegg 6 (dg K) | Welford Road, Leicester Widzów: 19723 Sędzia: David Rose |
| 21 września 201315:00 | Adam Thompstone | 31:6(17:6) | Kieran Brookes      | Welford Road, Leicester Widzów: 19723 Sędzia: David Rose |

| 21 września 201315:00 | London Irish                                                  | 23:29(10:9) | Exeter                                                      | Madejski Stadium, Reading Widzów: 6004 Sędzia: Andrew Small |
| 21 września 201315:00 | Ian Humphreys 13 (2pd 3K) Marland Yarde 5 (P) Nic Rouse 5 (P) | 23:29(10:9) | Ben White 5 (P) Dean Mumm 5 (P) Gareth Steenson 19 (2pd 5K) | Madejski Stadium, Reading Widzów: 6004 Sędzia: Andrew Small |
| 21 września 201315:00 | John Yapp                                                     | 23:29(10:9) | Tom James                                                   | Madejski Stadium, Reading Widzów: 6004 Sędzia: Andrew Small |

| 21 września 201315:15 | Gloucester                                                                                    | 26:24(8:10) | Northampton Saints                                                           | Kingsholm Stadium, Gloucester Widzów: 12688 Sędzia: Martin Fox |
| 21 września 201315:15 | Billy Twelvetrees 8 (P K) Charlie Sharples 5 (P) Elliott Stooke 5 (P) Freddie Burns 8 (pd 2K) | 26:24(8:10) | Ben Foden 5 (P) Jamie Elliott 5 (P) Samu Manoa 5 (P) Stephen Myler 9 (3pd K) | Kingsholm Stadium, Gloucester Widzów: 12688 Sędzia: Martin Fox |
| 21 września 201315:15 | Sam Dickinson                                                                                 | 26:24(8:10) |                                                                              | Kingsholm Stadium, Gloucester Widzów: 12688 Sędzia: Martin Fox |

| 22 września 201314:00 | Saracens                                                                           | 31:17(31:3) | Bath                                                                               | Allianz Park, Londyn Widzów: 8047 Sędzia: JP Doyle |
| 22 września 201314:00 | Alex Goode 5 (P) David Strettle 10 (2P) Matt Stevens 5 (P) Owen Farrell 11 (4pd K) | 31:17(31:3) | Dave Attwood 5 (P) George Ford 4 (2pd) Semesa Rokoduguni 5 (P) Tom Heathcote 3 (K) | Allianz Park, Londyn Widzów: 8047 Sędzia: JP Doyle |
| 22 września 201314:00 | Rob Webber                                                                         | 31:17(31:3) |                                                                                    | Allianz Park, Londyn Widzów: 8047 Sędzia: JP Doyle |

| 27 września 201319:45 | Northampton Saints                                                                                                  | 33:14(19:7) | Sale Sharks                                                             | Franklin’s Gardens, Northampton Widzów: 12782 Sędzia: David Rose |
| 27 września 201319:45 | George North 5 (P) George Pisi 5 (P) Lee Dickson 5 (P) Luther Burrell 5 (P) Phil Dowson 5 (P) Stephen Myler 8 (4pd) | 33:14(19:7) | Danny Cipriani 2 (pd) Joe Ford 2 (pd) Marc Jones 5 (P) Mark Cueto 5 (P) | Franklin’s Gardens, Northampton Widzów: 12782 Sędzia: David Rose |
| 27 września 201319:45 | Calum Clark | 33:14(19:7) |                                                                         | Franklin’s Gardens, Northampton Widzów: 12782 Sędzia: David Rose |

| 28 września 201315:00 | Bath                                                                             | 33:18(33:10) | London Irish                 | The Recreation Ground, Bath Widzów: 11917 Sędzia: Luke Pearce |
| 28 września 201315:00 | George Ford 13 (P 4pd) Guy Mercer 10 (2P) Jonathan Joseph 5 (P) Rob Webber 5 (P) | 33:18(33:10) | Shane Geraghty 18 (2P pd 2K) | The Recreation Ground, Bath Widzów: 11917 Sędzia: Luke Pearce |
| 28 września 201315:00 | David Paice · Jamie Hagan                                                        | 33:18(33:10) |                              | The Recreation Ground, Bath Widzów: 11917 Sędzia: Luke Pearce |

| 28 września 201315:00 | London Wasps | 32:16(11:9) | Worcester Warriors                                           | Adams Park, High Wycombe Widzów: 5275 Sędzia: Greg Garner |
| 28 września 201315:00 | Andy Goode 9 (3K) Christian Wade 5 (P) Guy Thompson 5 (P) Jake Cooper-Woolley 5 (P) Joe Carlisle 3 (K) Matt Mullan 5 (P) | 32:16(11:9) | Danny Gray 2 (pd) Ignacio Mieres 9 (3K) Josh Drauniniu 5 (P) | Adams Park, High Wycombe Widzów: 5275 Sędzia: Greg Garner |
| 28 września 201315:00 | Chris Brooker | 32:16(11:9) |                                                              | Adams Park, High Wycombe Widzów: 5275 Sędzia: Greg Garner |

| 28 września 201315:15 | Harlequins                     | 12:22(12:6) | Saracens                                   | Twickenham Stoop, Londyn Widzów: 12956 Sędzia: Martin Fox |
| 28 września 201315:15 | Nick Evans 12 (4K)             | 12:22(12:6) | Chris Ashton 5 (P) Owen Farrell 17 (pd 5K) | Twickenham Stoop, Londyn Widzów: 12956 Sędzia: Martin Fox |
| 28 września 201315:15 | Joe Marler · Maurie Fa'asavalu | 12:22(12:6) | Alex Goode                                 | Twickenham Stoop, Londyn Widzów: 12956 Sędzia: Martin Fox |

| 29 września 201314:00 | Exeter                 | 9:21(0:15) | Leicester Tigers                                             | Sandy Park, Exeter Widzów: 9524 Sędzia: Tim Wigglesworth |
| 29 września 201314:00 | Gareth Steenson 9 (3K) | 9:21(0:15) | Ben Youngs 5 (P) Toby Flood 11 (pd 3K) Vereniki Goneva 5 (P) | Sandy Park, Exeter Widzów: 9524 Sędzia: Tim Wigglesworth |

| 29 września 201315:00 | Newcastle Falcons                                          | 16:22(13:8) | Gloucester                                           | Kingston Park, Newcastle upon Tyne Widzów: 5040 Sędzia: Andrew Small |
| 29 września 201315:00 | Phil Godman 3 (K) Rory Clegg 8 (pd 2K) Tom Catterick 5 (P) | 16:22(13:8) | Freddie Burns 12 (4K) Jonny May 5 (P) Rob Cook 5 (P) | Kingston Park, Newcastle upon Tyne Widzów: 5040 Sędzia: Andrew Small |

| 4 października 201319:45 | Sale Sharks                                     | 19:13(16:10) | Bath                                          | AJ Bell Stadium, Manchester Widzów: 5719 Sędzia: Andrew Small |
| 4 października 201319:45 | Andy Forsyth 5 (P) Danny Cipriani 14 (pd dg 3K) | 19:13(16:10) | George Ford 8 (pd 2K) Semesa Rokoduguni 5 (P) | AJ Bell Stadium, Manchester Widzów: 5719 Sędzia: Andrew Small |
| 4 października 201319:45 | Michael Paterson                                | 19:13(16:10) |                                               | AJ Bell Stadium, Manchester Widzów: 5719 Sędzia: Andrew Small |

| 5 października 201315:00 | London Irish                                                    | 18:13(6:6) | Harlequins                            | Madejski Stadium, Reading Widzów: 8832 Sędzia: David Rose |
| 5 października 201315:00 | Alex Lewington 5 (P) Blair Cowan 5 (P) Shane Geraghty 8 (pd 2K) | 18:13(6:6) | Danny Care 5 (P) Nick Evans 8 (pd 2K) | Madejski Stadium, Reading Widzów: 8832 Sędzia: David Rose |

| 5 października 201315:00 | Saracens                                                   | 19:12(3:0) | London Wasps                         | Allianz Park, Londyn Widzów: 9642 Sędzia: Luke Pearce |
| 5 października 201315:00 | Alex Goode 3 (K) Owen Farrell 11 (pd 3K) Will Fraser 5 (P) | 19:12(3:0) | Andy Goode 2 (pd) Chris Bell 10 (2P) | Allianz Park, Londyn Widzów: 9642 Sędzia: Luke Pearce |
| 5 października 201315:00 | Chris Ashton                                               | 19:12(3:0) | Kearnan Myall                        | Allianz Park, Londyn Widzów: 9642 Sędzia: Luke Pearce |

| 5 października 201315:00 | Worcester Warriors                     | 11:16(3:13) | Newcastle Falcons                                       | Sixways Stadium, Worcester Widzów: 6415 Sędzia: Martin Fox |
| 5 października 201315:00 | David Lemi 5 (P) Ignacio Mieres 6 (2K) | 11:16(3:13) | Mike Blair 5 (P) Phil Godman 3 (K) Rory Clegg 8 (pd 2K) | Sixways Stadium, Worcester Widzów: 6415 Sędzia: Martin Fox |
| 5 października 201315:00 | Oliver Tomaszczyk                      | 11:16(3:13) |                                                         | Sixways Stadium, Worcester Widzów: 6415 Sędzia: Martin Fox |

| 5 października 201315:15 | Leicester Tigers                      | 19:19(6:9) | Northampton Saints                             | Welford Road, Leicester Widzów: 24000 Sędzia: JP Doyle |
| 5 października 201315:15 | Ed Slater 5 (P) Toby Flood 14 (pd 4K) | 19:19(6:9) | Alex Corbisiero 5 (P) Stephen Myler 14 (pd 4K) | Welford Road, Leicester Widzów: 24000 Sędzia: JP Doyle |
| 5 października 201315:15 | Louis Deacon                          | 19:19(6:9) | Courtney Lawes · Luther Burrell                | Welford Road, Leicester Widzów: 24000 Sędzia: JP Doyle |

| 6 października 201314:00 | Gloucester                                               | 12:29(5:13) | Exeter                                                      | Kingsholm Stadium, Gloucester Widzów: 14582 Sędzia: Matt Carley |
| 6 października 201314:00 | Freddie Burns 2 (pd) Jonny May 5 (P) Martyn Thomas 5 (P) | 12:29(5:13) | Ben White 5 (P) Dean Mumm 5 (P) Gareth Steenson 19 (2pd 5K) | Kingsholm Stadium, Gloucester Widzów: 14582 Sędzia: Matt Carley |

| 25 października 201319:45 | Bath                | 15:13(9:3) | Gloucester                 | The Recreation Ground, Bath Widzów: 12200 Sędzia: Wayne Barnes |
| 25 października 201319:45 | George Ford 15 (5K) | 15:13(9:3) | Freddie Burns 13 (P pd 2K) | The Recreation Ground, Bath Widzów: 12200 Sędzia: Wayne Barnes |
| 25 października 201319:45 | Anthony Watson      | 15:13(9:3) | Rupert Harden              | The Recreation Ground, Bath Widzów: 12200 Sędzia: Wayne Barnes |

| 26 października 201315:00 | Exeter | 40:6(14:6) | Worcester Warriors    | Sandy Park, Exeter Widzów: 7074 Sędzia: JP Doyle |
| 26 października 201315:00 | Ben White 10 (2P) Damian Welch 5 (P) Dean Mumm 5 (P) Gareth Steenson 8 (4pd) Haydn Thomas 5 (P) Henry Slade 2 (pd) Phil Dollman 5 (P) | 40:6(14:6) | Ignacio Mieres 6 (2K) | Sandy Park, Exeter Widzów: 7074 Sędzia: JP Doyle |

| 26 października 201315:00 | Harlequins                                                   | 24:3(9:3) | Sale Sharks          | Twickenham Stoop, Londyn Widzów: 11885 Sędzia: Luke Pearce |
| 26 października 201315:00 | Ben Botica 14 (pd 4K) Jack Clifford 5 (P) Luke Wallace 5 (P) | 24:3(9:3) | Danny Cipriani 3 (K) | Twickenham Stoop, Londyn Widzów: 11885 Sędzia: Luke Pearce |

| 26 października 201315:15 | Northampton Saints                                                                                                  | 41:20(17:6) | Saracens                                                     | Franklin’s Gardens, Northampton Widzów: 13474 Sędzia: Tim Wigglesworth |
| 26 października 201315:15 | Ben Foden 10 (2P) Jamie Elliott 5 (P) Ken Pisi 5 (P) Luther Burrell 5 (P) Samu Manoa 5 (P) Stephen Myler 11 (4pd K) | 41:20(17:6) | Alex Goode 10 (2pd 2K) Duncan Taylor 5 (P) Kelly Brown 5 (P) | Franklin’s Gardens, Northampton Widzów: 13474 Sędzia: Tim Wigglesworth |

| 27 października 201314:00 | London Wasps                                   | 22:12(13:9) | Leicester Tigers      | Adams Park, High Wycombe Widzów: 7040 Sędzia: Andrew Small |
| 27 października 201314:00 | Andy Goode 17 (pd 2dg 3K) Christian Wade 5 (P) | 22:12(13:9) | Owen Williams 12 (4K) | Adams Park, High Wycombe Widzów: 7040 Sędzia: Andrew Small |
| 27 października 201314:00 | Carlo Festuccia                                | 22:12(13:9) |                       | Adams Park, High Wycombe Widzów: 7040 Sędzia: Andrew Small |

| 27 października 201315:00 | Newcastle Falcons                                      | 13:11(6:8) | London Irish                                | Kingston Park, Newcastle upon Tyne Widzów: 4766 Sędzia: Greg Garner |
| 27 października 201315:00 | Adam Powell 5 (P) Phil Godman 2 (pd) Rory Clegg 6 (2K) | 13:11(6:8) | Ian Humphreys 6 (2K) Ofisa Treviranus 5 (P) | Kingston Park, Newcastle upon Tyne Widzów: 4766 Sędzia: Greg Garner |

| 1 listopada 201319:45 | Worcester Warriors  | 6:21(3:16) | Bath                                                               | Sixways Stadium, Worcester Widzów: 9344 Sędzia: Greg Garner |
| 1 listopada 201319:45 | Paul Warwick 6 (2K) | 6:21(3:16) | Anthony Perenise 5 (P) George Ford 11 (pd 3K) Horacio Agulla 5 (P) | Sixways Stadium, Worcester Widzów: 9344 Sędzia: Greg Garner |
| 1 listopada 201319:45 | Chris Jones         | 6:21(3:16) |                                                                    | Sixways Stadium, Worcester Widzów: 9344 Sędzia: Greg Garner |

| 1 listopada 201320:00 | Sale Sharks                                   | 16:18(6:15) | Exeter                  | AJ Bell Stadium, Manchester Widzów: 6153 Sędzia: Wayne Barnes |
| 1 listopada 201320:00 | Danny Cipriani 11 (pd 3K) Mark Cueto 5 (P)    | 16:18(6:15) | Gareth Steenson 18 (6K) | AJ Bell Stadium, Manchester Widzów: 6153 Sędzia: Wayne Barnes |
| 1 listopada 201320:00 | Kirill Kulemin · Tommy Taylor · Vadim Cobîlaș | 16:18(6:15) |                         | AJ Bell Stadium, Manchester Widzów: 6153 Sędzia: Wayne Barnes |

| 2 listopada 201317:00 | Gloucester                                                                           | 30:32(10:17) | London Wasps                                                                         | Kingsholm Stadium, Gloucester Widzów: 13441 Sędzia: JP Doyle |
| 2 listopada 201317:00 | Freddie Burns 10 (2pd 2K) Rob Cook 10 (2P) Shaun Knight 5 (P) Sione Kalamafoni 5 (P) | 30:32(10:17) | Andy Goode 12 (3pd 2K) Christian Wade 10 (2P) Guy Thompson 5 (P) Nathan Hughes 5 (P) | Kingsholm Stadium, Gloucester Widzów: 13441 Sędzia: JP Doyle |

| 2 listopada 201317:30 | Leicester Tigers         | 16:23(6:10) | Harlequins                                                 | Welford Road, Leicester Widzów: 24000 Sędzia: Tim Wigglesworth |
| 2 listopada 201317:30 | Owen Williams 11 (pd 3K) | 16:23(6:10) | Matt Hopper 5 (P) Nick Easter 5 (P) Nick Evans 13 (2pd 3K) | Welford Road, Leicester Widzów: 24000 Sędzia: Tim Wigglesworth |
| 2 listopada 201317:30 | Julian Salvi             | 16:23(6:10) |                                                            | Welford Road, Leicester Widzów: 24000 Sędzia: Tim Wigglesworth |

| 3 listopada 201314:00 | London Irish                                   | 14:19(11:16) | Northampton Saints                          | Madejski Stadium, Reading Widzów: 7247 Sędzia: Andrew Small |
| 3 listopada 201314:00 | Ian Humphreys 9 (3K) Sailosi Tagicakibau 5 (P) | 14:19(11:16) | James Wilson 5 (P) Stephen Myler 14 (pd 4K) | Madejski Stadium, Reading Widzów: 7247 Sędzia: Andrew Small |

| 3 listopada 201315:00 | Saracens                                                                                    | 40:3(10:3) | Newcastle Falcons | Allianz Park, Londyn Widzów: 8152 Sędzia: Matt Carley |
| 3 listopada 201315:00 | Alex Goode 7 (P pd) Charlie Hodgson 18 (P 2pd 3K) David Strettle 10 (2P) Jamie George 5 (P) | 40:3(10:3) | Phil Godman 3 (K) | Allianz Park, Londyn Widzów: 8152 Sędzia: Matt Carley |
| 3 listopada 201315:00 | Matt Stevens                                                                                | 40:3(10:3) |                   | Allianz Park, Londyn Widzów: 8152 Sędzia: Matt Carley |

| 22 listopada 201319:45 | Sale Sharks                                                                                   | 26:10(7:3) | Worcester Warriors                                               | AJ Bell Stadium, Manchester Widzów: 5755 Sędzia: Andrew Small |
| 22 listopada 201319:45 | Dan Braid 5 (P) Danny Cipriani 6 (3pd) James Gaskell 5 (P) Mark Cueto 5 (P) Tom Arscott 5 (P) | 26:10(7:3) | Chris Pennell 2 (pd) Ignacio Mieres 3 (K) Ofa Fainga'anuku 5 (P) | AJ Bell Stadium, Manchester Widzów: 5755 Sędzia: Andrew Small |

| 23 listopada 201315:00 | Exeter                                    | 9:16(3:13) | Saracens                                                  | Sandy Park, Exeter Widzów: 9384 Sędzia: Tim Wigglesworth |
| 23 listopada 201315:00 | Gareth Steenson 6 (2K) Phil Dollman 3 (K) | 9:16(3:13) | Alex Goode 8 (pd 2K) Ben Ransom 5 (P) Marcelo Bosch 3 (K) | Sandy Park, Exeter Widzów: 9384 Sędzia: Tim Wigglesworth |
| 23 listopada 201315:00 | Gareth Steenson                           | 9:16(3:13) |                                                           | Sandy Park, Exeter Widzów: 9384 Sędzia: Tim Wigglesworth |

| 23 listopada 201315:00 | Harlequins                                                                   | 27:19(20:5) | Gloucester                                                      | Twickenham Stoop, Londyn Widzów: 14056 Sędzia: Matt Carley |
| 23 listopada 201315:00 | Danny Care 5 (P) Luke Wallace 5 (P) Nick Easter 5 (P) Nick Evans 12 (3pd 2K) | 27:19(20:5) | Billy Twelvetrees 10 (2P) Freddie Burns 4 (2pd) Jonny May 5 (P) | Twickenham Stoop, Londyn Widzów: 14056 Sędzia: Matt Carley |
| 23 listopada 201315:00 | George Robson                                                                | 27:19(20:5) | Jimmy Cowan · Martyn Thomas · Tom Savage                        | Twickenham Stoop, Londyn Widzów: 14056 Sędzia: Matt Carley |

| 23 listopada 201315:00 | Leicester Tigers       | 20:11(10:6) | London Irish                                 | Welford Road, Leicester Widzów: 23284 Sędzia: Martin Fox |
| 23 listopada 201315:00 | Toby Flood 10 (2pd 2K) | 20:11(10:6) | Fergus Mulchrone 5 (P) James O’Connor 6 (2K) | Welford Road, Leicester Widzów: 23284 Sędzia: Martin Fox |
| 23 listopada 201315:00 | Graham Kitchener       | 20:11(10:6) | John Yapp                                    | Welford Road, Leicester Widzów: 23284 Sędzia: Martin Fox |

| 23 listopada 201315:15 | Northampton Saints                                              | 18:0(6:0) | Newcastle Falcons | Franklin’s Gardens, Northampton Widzów: 12415 Sędzia: Dean Richards |
| 23 listopada 201315:15 | James Wilson 5 (P) Luther Burrell 5 (P) Stephen Myler 8 (pd 2K) | 18:0(6:0) |                   | Franklin’s Gardens, Northampton Widzów: 12415 Sędzia: Dean Richards |
| 23 listopada 201315:15 | Carlo del Fava                                                  | 18:0(6:0) |                   | Franklin’s Gardens, Northampton Widzów: 12415 Sędzia: Dean Richards |

| 24 listopada 201314:00 | London Wasps       | 5:28(0:11) | Bath                                                                                       | Adams Park, High Wycombe Widzów: 5316 Sędzia: Luke Pearce |
| 24 listopada 201314:00 | Jonah Holmes 5 (P) | 5:28(0:11) | George Ford 11 (pd dg 2K) Matt Garvey 5 (P) Semesa Rokoduguni 10 (2P) Tom Heathcote 2 (pd) | Adams Park, High Wycombe Widzów: 5316 Sędzia: Luke Pearce |
| 24 listopada 201314:00 | Phil Swainston     | 5:28(0:11) |                                                                                            | Adams Park, High Wycombe Widzów: 5316 Sędzia: Luke Pearce |

| 29 listopada 201319:45 | Gloucester                                                                     | 17:22(14:13) | Leicester Tigers                       | Kingsholm Stadium, Gloucester Widzów: 14803 Sędzia: Greg Garner |
| 29 listopada 201319:45 | Billy Twelvetrees 3 (K) Freddie Burns 7 (P pd) Jonny May 5 (P) Rob Cook 2 (pd) | 17:22(14:13) | Dan Bowden 5 (P) Toby Flood 17 (pd 5K) | Kingsholm Stadium, Gloucester Widzów: 14803 Sędzia: Greg Garner |

| 30 listopada 201315:00 | London Irish                               | 12:19(9:13) | London Wasps             | Madejski Stadium, Reading Widzów: 7568 Sędzia: Dean Richards |
| 30 listopada 201315:00 | James O’Connor 9 (3K) Shane Geraghty 3 (K) | 12:19(9:13) | Andy Goode 14 (pd dg 3K) | Madejski Stadium, Reading Widzów: 7568 Sędzia: Dean Richards |
| 30 listopada 201315:00 | James O’Connor                             | 12:19(9:13) | Charlie Hayter           | Madejski Stadium, Reading Widzów: 7568 Sędzia: Dean Richards |

| 30 listopada 201315:00 | Saracens                                                        | 24:19(6:13) | Sale Sharks                                                       | Allianz Park, Londyn Widzów: 7126 Sędzia: JP Doyle |
| 30 listopada 201315:00 | Charlie Hodgson 14 (pd 4K) George Kruis 5 (P) Jack Wilson 5 (P) | 24:19(6:13) | Danny Cipriani 13 (P pd dg K) Nick MacLeod 3 (K) Rob Miller 3 (K) | Allianz Park, Londyn Widzów: 7126 Sędzia: JP Doyle |

| 30 listopada 201315:00 | Worcester Warriors                          | 10:33(7:6) | Northampton Saints                                                          | Sixways Stadium, Worcester Widzów: 7808 Sędzia: Tim Wigglesworth |
| 30 listopada 201315:00 | Chris Pennell 3 (K) Ignacio Mieres 7 (P pd) | 10:33(7:6) | Samu Manoa 5 (P) Stephen Myler 18 (3pd 4K) Tom Collins 5 (P) Tom Wood 5 (P) | Sixways Stadium, Worcester Widzów: 7808 Sędzia: Tim Wigglesworth |

| 30 listopada 201315:15 | Bath                   | 21:16(9:8) | Exeter                                                    | The Recreation Ground, Bath Widzów: 12200 Sędzia: Matt Carley |
| 30 listopada 201315:15 | George Ford 21 (dg 6K) | 21:16(9:8) | Damian Welch 5 (P) Dean Mumm 5 (P) Gareth Steenson 6 (2K) | The Recreation Ground, Bath Widzów: 12200 Sędzia: Matt Carley |

| 1 grudnia 201314:30 | Newcastle Falcons  | 9:35(6:13) | Harlequins                                                                   | Kingston Park, Newcastle upon Tyne Widzów: 6017 Sędzia: Andrew Small |
| 1 grudnia 201314:30 | Phil Godman 9 (3K) | 9:35(6:13) | Danny Care 5 (P) Nick Evans 15 (3pd 3K) Sam Smith 10 (2P) Tom Williams 5 (P) | Kingston Park, Newcastle upon Tyne Widzów: 6017 Sędzia: Andrew Small |
| 1 grudnia 201314:30 | Rob Vickers        | 9:35(6:13) |                                                                              | Kingston Park, Newcastle upon Tyne Widzów: 6017 Sędzia: Andrew Small |

| 20 grudnia 201319:45 | Sale Sharks                                                 | 15:3(12:0) | London Irish        | AJ Bell Stadium, Manchester Widzów: 6823 Sędzia: Tim Wigglesworth |
| 20 grudnia 201319:45 | Danny Cipriani 5 (pd K) David Seymour 5 (P) Tom Brady 5 (P) | 15:3(12:0) | Ian Humphreys 3 (K) | AJ Bell Stadium, Manchester Widzów: 6823 Sędzia: Tim Wigglesworth |
| 20 grudnia 201319:45 | Chris Halaʻufia                                             | 15:3(12:0) |                     | AJ Bell Stadium, Manchester Widzów: 6823 Sędzia: Tim Wigglesworth |

| 21 grudnia 201315:00 | Bath                                     | 14:3(9:3) | Harlequins       | The Recreation Ground, Bath Widzów: 12000 Sędzia: Martin Fox |
| 21 grudnia 201315:00 | George Ford 9 (3K) Jonathan Joseph 5 (P) | 14:3(9:3) | Nick Evans 3 (K) | The Recreation Ground, Bath Widzów: 12000 Sędzia: Martin Fox |
| 21 grudnia 201315:00 | Charlie Walker                           | 14:3(9:3) |                  | The Recreation Ground, Bath Widzów: 12000 Sędzia: Martin Fox |

| 21 grudnia 201315:00 | Exeter                                        | 16:3(9:3) | Newcastle Falcons | Sandy Park, Exeter Widzów: 8955 Sędzia: Greg Garner |
| 21 grudnia 201315:00 | Gareth Steenson 11 (pd 3K) Haydn Thomas 5 (P) | 16:3(9:3) | Phil Godman 3 (K) | Sandy Park, Exeter Widzów: 8955 Sędzia: Greg Garner |

| 21 grudnia 201315:00 | London Wasps                                            | 15:17(9:11) | Northampton Saints                        | Adams Park, High Wycombe Widzów: 6897 Sędzia: Matt Carley |
| 21 grudnia 201315:00 | Andy Goode 6 (2K) Elliot Daly 3 (K) Joe Carlisle 6 (2K) | 15:17(9:11) | Christian Day 5 (P) Stephen Myler 12 (4K) | Adams Park, High Wycombe Widzów: 6897 Sędzia: Matt Carley |
| 21 grudnia 201315:00 | Tom Wood                                                | 15:17(9:11) |                                           | Adams Park, High Wycombe Widzów: 6897 Sędzia: Matt Carley |

| 21 grudnia 201315:15 | Saracens | 49:10(18:10) | Leicester Tigers                          | Allianz Park, Londyn Widzów: 9999 Sędzia: Wayne Barnes |
| 21 grudnia 201315:15 | Billy Vunipola 5 (P) Charlie Hodgson 6 (3pd) Chris Ashton 10 (2P) Jack Wilson 5 (P) Jackson Wray 5 (P) Owen Farrell 13 (2pd 3K) | 49:10(18:10) | Graham Kitchener 5 (P) Ryan Lamb 5 (pd K) | Allianz Park, Londyn Widzów: 9999 Sędzia: Wayne Barnes |
| 21 grudnia 201315:15 | Graham Kitchener · Thomas Waldrom                                                                                               | 49:10(18:10) |                                           | Allianz Park, Londyn Widzów: 9999 Sędzia: Wayne Barnes |

| 22 grudnia 201314:00 | Gloucester                | 12:6(6:3) | Worcester Warriors    | Kingsholm Stadium, Gloucester Widzów: 15629 Sędzia: JP Doyle |
| 22 grudnia 201314:00 | Billy Twelvetrees 12 (4K) | 12:6(6:3) | Ignacio Mieres 6 (2K) | Kingsholm Stadium, Gloucester Widzów: 15629 Sędzia: JP Doyle |
| 22 grudnia 201314:00 | Jonny May                 | 12:6(6:3) | Richard De Carpentier | Kingsholm Stadium, Gloucester Widzów: 15629 Sędzia: JP Doyle |

| 27 grudnia 201319:45 | Newcastle Falcons                                   | 12:17(0:10) | London Wasps                                              | Kingston Park, Newcastle upon Tyne Widzów: 6146 Sędzia: Wayne Barnes |
| 27 grudnia 201319:45 | Noah Cato 5 (P) Phil Godman 2 (pd) Will Welch 5 (P) | 12:17(0:10) | Andy Goode 7 (2pd K) Ashley Johnson 5 (P) Sam Jones 5 (P) | Kingston Park, Newcastle upon Tyne Widzów: 6146 Sędzia: Wayne Barnes |
| 27 grudnia 201319:45 | James Haskell                                       | 12:17(0:10) |                                                           | Kingston Park, Newcastle upon Tyne Widzów: 6146 Sędzia: Wayne Barnes |

| 28 grudnia 201315:00 | Leicester Tigers                                                | 30:23(20:6) | Sale Sharks                                                                   | Welford Road, Leicester Widzów: 24000 Sędzia: Matt Carley |
| 28 grudnia 201315:00 | Adam Thompstone 5 (P) Ed Slater 5 (P) Owen Williams 15 (3pd 3K) | 30:23(20:6) | Charlie Ingall 5 (P) Joe Ford 3 (K) Mark Cueto 5 (P) Nick MacLeod 10 (2pd 2K) | Welford Road, Leicester Widzów: 24000 Sędzia: Matt Carley |
| 28 grudnia 201315:00 | Sam Tuitupou                                                    | 30:23(20:6) |                                                                               | Welford Road, Leicester Widzów: 24000 Sędzia: Matt Carley |

| 28 grudnia 201315:00 | Northampton Saints | 43:25(21:13) | Bath                                                                             | Franklin’s Gardens, Northampton Widzów: 13475 Sędzia: Martin Fox |
| 28 grudnia 201315:00 | Christian Day 10 (2P) George North 5 (P) George Pisi 5 (P) Jamie Elliott 5 (P) Samu Manoa 5 (P) Stephen Myler 13 (5pd K) | 43:25(21:13) | George Ford 10 (2pd 2K) Kyle Eastmond 5 (P) Leroy Houston 5 (P) Rob Webber 5 (P) | Franklin’s Gardens, Northampton Widzów: 13475 Sędzia: Martin Fox |
| 28 grudnia 201315:00 | Paul James | 43:25(21:13) |                                                                                  | Franklin’s Gardens, Northampton Widzów: 13475 Sędzia: Martin Fox |

| 28 grudnia 201315:00 | Worcester Warriors                         | 8:26(8:26) | Saracens                                                                            | Sixways Stadium, Worcester Widzów: 9301 Sędzia: Greg Garner |
| 28 grudnia 201315:00 | Ignacio Mieres 3 (K) Mariano Galarza 5 (P) | 8:26(8:26) | Alex Goode 5 (P) Charlie Hodgson 11 (P 3pd) David Strettle 5 (P) Schalk Brits 5 (P) | Sixways Stadium, Worcester Widzów: 9301 Sędzia: Greg Garner |
| 28 grudnia 201315:00 | Mako Vunipola                              | 8:26(8:26) |                                                                                     | Sixways Stadium, Worcester Widzów: 9301 Sędzia: Greg Garner |

| 28 grudnia 201316:00 | Harlequins                                                    | 22:6(19:3) | Exeter                 | Twickenham Stadium Londyn Widzów: 74827 Sędzia: JP Doyle |
| 28 grudnia 201316:00 | Charlie Walker 5 (P) Mike Brown 5 (P) Nick Evans 12 (P 2pd K) | 22:6(19:3) | Gareth Steenson 6 (2K) | Twickenham Stadium Londyn Widzów: 74827 Sędzia: JP Doyle |
| 28 grudnia 201316:00 | Jack Nowell                                                   | 22:6(19:3) |                        | Twickenham Stadium Londyn Widzów: 74827 Sędzia: JP Doyle |

| 29 grudnia 201314:00 | London Irish                                                                              | 19:22(7:16) | Gloucester                                                       | Madejski Stadium, Reading Widzów: 11174 Sędzia: Andrew Small |
| 29 grudnia 201314:00 | Eamonn Sheridan 10 (2P) Fergus Mulchrone 5 (P) Ian Humphreys 2 (pd) Shane Geraghty 2 (pd) | 19:22(7:16) | Billy Twelvetrees 14 (pd 4K) Freddie Burns 3 (K) Jonny May 5 (P) | Madejski Stadium, Reading Widzów: 11174 Sędzia: Andrew Small |

| 3 stycznia 201419:45 | Newcastle Falcons                  | 8:16(8:13) | Sale Sharks                                                 | Kingston Park, Newcastle upon Tyne Widzów: 4143 Sędzia: Andrew Small |
| 3 stycznia 201419:45 | Andy Saull 5 (P) Phil Godman 3 (K) | 8:16(8:13) | Danny Cipriani 8 (pd 2K) Nick MacLeod 3 (K) Tom Brady 5 (P) | Kingston Park, Newcastle upon Tyne Widzów: 4143 Sędzia: Andrew Small |
| 3 stycznia 201419:45 | Carlo del Fava                     | 8:16(8:13) |                                                             | Kingston Park, Newcastle upon Tyne Widzów: 4143 Sędzia: Andrew Small |

| 3 stycznia 201419:45 | Northampton Saints                                               | 23:9(6:6) | Harlequins                         | Franklin’s Gardens, Northampton Widzów: 13475 Sędzia: Greg Garner |
| 3 stycznia 201419:45 | Dylan Hartley 5 (P) George North 5 (P) Stephen Myler 13 (2pd 3K) | 23:9(6:6) | Ben Botica 3 (K) Nick Evans 6 (2K) | Franklin’s Gardens, Northampton Widzów: 13475 Sędzia: Greg Garner |
| 3 stycznia 201419:45 | George Pisi                                                      | 23:9(6:6) | Paul Doran-Jones · Tom Guest       | Franklin’s Gardens, Northampton Widzów: 13475 Sędzia: Greg Garner |

| 4 stycznia 201415:00 | London Irish                | 22:9(6:6) | Worcester Warriors   | Madejski Stadium, Reading Widzów: 5714 Sędzia: Wayne Barnes |
| 4 stycznia 201415:00 | James O’Connor 22 (P pd 5K) | 22:9(6:6) | Chris Pennell 9 (3K) | Madejski Stadium, Reading Widzów: 5714 Sędzia: Wayne Barnes |
| 4 stycznia 201415:00 | Jamie Hagan                 | 22:9(6:6) | Leonardo Senatore    | Madejski Stadium, Reading Widzów: 5714 Sędzia: Wayne Barnes |

| 4 stycznia 201415:15 | Gloucester                             | 8:29(3:19) | Saracens                                                                         | Kingsholm Stadium, Gloucester Widzów: 13800 Sędzia: Luke Pearce |
| 4 stycznia 201415:15 | Billy Twelvetrees 3 (K) Matt Cox 5 (P) | 8:29(3:19) | Alex Goode 5 (P) David Strettle 5 (P) Neil de Kock 5 (P) Owen Farrell 14 (pd 4K) | Kingsholm Stadium, Gloucester Widzów: 13800 Sędzia: Luke Pearce |
| 4 stycznia 201415:15 | Jimmy Cowan                            | 8:29(3:19) | Billy Vunipola · Steve Borthwick                                                 | Kingsholm Stadium, Gloucester Widzów: 13800 Sędzia: Luke Pearce |

| 5 stycznia 201414:00 | Leicester Tigers                                                                   | 27:27(14:20) | Bath                                                                                   | Welford Road, Leicester Widzów: 22479 Sędzia: JP Doyle |
| 5 stycznia 201414:00 | Jamie Gibson 5 (P) Miles Benjamin 5 (P) Owen Williams 12 (4K) Thomas Waldrom 5 (P) | 27:27(14:20) | Anthony Watson 5 (P) Francois Louw 5 (P) George Ford 12 (3pd 2K) Jonathan Joseph 5 (P) | Welford Road, Leicester Widzów: 22479 Sędzia: JP Doyle |
| 5 stycznia 201414:00 | Stuart Hooper                                                                      | 27:27(14:20) |                                                                                        | Welford Road, Leicester Widzów: 22479 Sędzia: JP Doyle |

| 5 stycznia 201415:00 | London Wasps                                                 | 19:16(3:13) | Exeter                                  | Adams Park, High Wycombe Widzów: 5356 Sędzia: Dean Richards |
| 5 stycznia 201415:00 | Andy Goode 11 (pd dg 2K) Elliot Daly 3 (K) Joe Simpson 5 (P) | 19:16(3:13) | Dave Lewis 5 (P) Henry Slade 11 (pd 3K) | Adams Park, High Wycombe Widzów: 5356 Sędzia: Dean Richards |

| 7 lutego 201419:45 | Worcester Warriors                            | 22:23(12:17) | Leicester Tigers                               | Sixways Stadium, Worcester Widzów: 7516 Sędzia: Andrew Small |
| 7 lutego 201419:45 | Chris Pennell 17 (pd 5K) Josh Drauniniu 5 (P) | 22:23(12:17) | Toby Flood 13 (2pd 3K) Vereniki Goneva 10 (2P) | Sixways Stadium, Worcester Widzów: 7516 Sędzia: Andrew Small |

| 7 lutego 201420:00 | Sale Sharks                                                 | 24:19(17:10) | Gloucester                                                      | AJ Bell Stadium, Manchester Widzów: 6059 Sędzia: Matt Carley |
| 7 lutego 201420:00 | Dan Braid 10 (2P) Danny Cipriani 4 (2pd) Rob Miller 10 (2P) | 24:19(17:10) | Charlie Sharples 5 (P) Freddie Burns 9 (3K) Martyn Thomas 5 (P) | AJ Bell Stadium, Manchester Widzów: 6059 Sędzia: Matt Carley |
| 7 lutego 201420:00 | James Hudson · Sila Puafisi                                 | 24:19(17:10) |                                                                 | AJ Bell Stadium, Manchester Widzów: 6059 Sędzia: Matt Carley |

| 8 lutego 201415:00 | Bath                                                                               | 24:6(3:3) | Newcastle Falcons  | The Recreation Ground, Bath Widzów: 11132 Sędzia: Tim Wigglesworth |
| 8 lutego 201415:00 | Francois Louw 5 (P) George Ford 9 (3pd K) Horacio Agulla 5 (P) Leroy Houston 5 (P) | 24:6(3:3) | Phil Godman 6 (2K) | The Recreation Ground, Bath Widzów: 11132 Sędzia: Tim Wigglesworth |
| 8 lutego 201415:00 | Oliver Tomaszczyk                                                                  | 24:6(3:3) |                    | The Recreation Ground, Bath Widzów: 11132 Sędzia: Tim Wigglesworth |

| 8 lutego 201415:00 | Saracens                                                     | 13:22(8:22) | London Irish                                                                          | Allianz Park, Londyn Widzów: 9012 Sędzia: Dean Richards |
| 8 lutego 201415:00 | Charlie Hodgson 3 (K) Marcelo Bosch 5 (P) Schalk Brits 5 (P) | 13:22(8:22) | Alex Lewington 5 (P) George Skivington 5 (P) James O’Connor 7 (2pd K) Matt Parr 5 (P) | Allianz Park, Londyn Widzów: 9012 Sędzia: Dean Richards |
| 8 lutego 201415:00 | Blair Cowan · Fergus Mulchrone                               | 13:22(8:22) |                                                                                       | Allianz Park, Londyn Widzów: 9012 Sędzia: Dean Richards |

| 8 lutego 201419:00 | Exeter                                      | 16:17(9:10) | Northampton Saints                                                         | Sandy Park, Exeter Widzów: 8336 Sędzia: Greg Garner |
| 8 lutego 201419:00 | Dave Lewis 5 (P) Gareth Steenson 11 (pd 3K) | 16:17(9:10) | George Pisi 5 (P) James Wilson 5 (P) Samu Manoa 5 (P) Stephen Myler 2 (pd) | Sandy Park, Exeter Widzów: 8336 Sędzia: Greg Garner |
| 8 lutego 201419:00 | Dean Mumm                                   | 16:17(9:10) | Gerrit-Jan van Velze                                                       | Sandy Park, Exeter Widzów: 8336 Sędzia: Greg Garner |

| 9 lutego 201413:00 | Harlequins                                        | 11:10(3:10) | London Wasps          | Twickenham Stoop, Londyn Widzów: 13175 Sędzia: Luke Pearce |
| 9 lutego 201413:00 | Ben Botica 3 (K) Nick Evans 3 (K) Sam Smith 5 (P) | 11:10(3:10) | Joe Carlisle 5 (pd K) | Twickenham Stoop, Londyn Widzów: 13175 Sędzia: Luke Pearce |

| 14 lutego 201419:45 | Sale Sharks                              | 10:15(10:3) | Saracens                | AJ Bell Stadium, Manchester Widzów: 5737 Sędzia: Greg Garner |
| 14 lutego 201419:45 | Danny Cipriani 5 (pd K) Marc Jones 5 (P) | 10:15(10:3) | Charlie Hodgson 15 (5K) | AJ Bell Stadium, Manchester Widzów: 5737 Sędzia: Greg Garner |

| 15 lutego 201415:00 | Harlequins                                                     | 18:14(12:3) | Newcastle Falcons                 | Twickenham Stoop, Londyn Widzów: 12293 Sędzia: JP Doyle |
| 15 lutego 201415:00 | Ben Botica 8 (pd 2K) Ollie Lindsay-Hague 5 (P) Sam Smith 5 (P) | 18:14(12:3) | Alex Tait 5 (P) Rory Clegg 9 (3K) | Twickenham Stoop, Londyn Widzów: 12293 Sędzia: JP Doyle |
| 15 lutego 201415:00 | Scott Lawson · Will Welch                                      | 18:14(12:3) |                                   | Twickenham Stoop, Londyn Widzów: 12293 Sędzia: JP Doyle |

| 15 lutego 201415:00 | London Wasps                           | 20:23(8:17) | London Irish                                                                           | Adams Park, High Wycombe Widzów: 4925 Sędzia: Tim Wigglesworth |
| 15 lutego 201415:00 | James Short 5 (P) Joe Carlisle 15 (5K) | 20:23(8:17) | David Paice 5 (P) Ian Humphreys 5 (P) James O’Connor 10 (2pd 2K) Shane Geraghty 3 (dg) | Adams Park, High Wycombe Widzów: 4925 Sędzia: Tim Wigglesworth |
| 15 lutego 201415:00 | Tomás O’Leary                          | 20:23(8:17) |                                                                                        | Adams Park, High Wycombe Widzów: 4925 Sędzia: Tim Wigglesworth |

| 15 lutego 201415:00 | Northampton Saints                                     | 30:14(9:6) | Worcester Warriors                              | Franklin’s Gardens, Northampton Widzów: 12553 Sędzia: Wayne Barnes |
| 15 lutego 201415:00 | Gerrit-Jan van Velze 10 (2P) Stephen Myler 15 (3pd 3K) | 30:14(9:6) | Chris Pennell 9 (3K) David Lemi 5 (P)           | Franklin’s Gardens, Northampton Widzów: 12553 Sędzia: Wayne Barnes |
| 15 lutego 201415:00 | Sam Dickinson                                          | 30:14(9:6) | Leonardo Senatore · Sam Betty · Jonathan Thomas | Franklin’s Gardens, Northampton Widzów: 12553 Sędzia: Wayne Barnes |

| 15 lutego 201415:15 | Exeter                                                        | 23:27(13:10) | Bath                                                                                | Sandy Park, Exeter Widzów: 10745 Sędzia: Andrew Small |
| 15 lutego 201415:15 | Ben White 5 (P) Gareth Steenson 13 (2pd 3K) Ian Whitten 5 (P) | 23:27(13:10) | George Ford 12 (3pd 2K) Kyle Eastmond 5 (P) Nick Abendanon 5 (P) Ollie Devoto 5 (P) | Sandy Park, Exeter Widzów: 10745 Sędzia: Andrew Small |

| 16 lutego 201414:00 | Leicester Tigers                    | 11:8(3:3) | Gloucester                            | Welford Road, Leicester Widzów: 22195 Sędzia: Dean Richards |
| 16 lutego 201414:00 | Mathew Tait 5 (P) Toby Flood 6 (2K) | 11:8(3:3) | Charlie Sharples 5 (P) Rob Cook 3 (K) | Welford Road, Leicester Widzów: 22195 Sędzia: Dean Richards |

| 22 lutego 201414:00 | Bath                                                                                      | 32:25(25:13) | London Wasps                                                                      | The Recreation Ground, Bath Widzów: 12200 Sędzia: Matt Carley |
| 22 lutego 201414:00 | Anthony Watson 10 (2P) Kyle Eastmond 5 (P) Nick Abendanon 5 (P) Tom Heathcote 12 (3pd 2K) | 32:25(25:13) | Elliot Daly 5 (P) Joe Carlisle 10 (2pd 2K) Nathan Hughes 5 (P) Viliami Helu 5 (P) | The Recreation Ground, Bath Widzów: 12200 Sędzia: Matt Carley |

| 22 lutego 201414:00 | Gloucester                                                                     | 25:20(7:13) | Harlequins                                                       | Kingsholm Stadium, Gloucester Widzów: 12531 Sędzia: Greg Garner |
| 22 lutego 201414:00 | Dan Murphy 5 (P) Matt Kvesic 5 (P) Rob Cook 10 (2pd 2K) Sione Kalamafoni 5 (P) | 25:20(7:13) | Ben Botica 10 (2pd 2K) Dave Ward 5 (P) Ollie Lindsay-Hague 5 (P) | Kingsholm Stadium, Gloucester Widzów: 12531 Sędzia: Greg Garner |
| 22 lutego 201414:00 | Yann Thomas                                                                    | 25:20(7:13) | Louis Grimoldby · Mark Lambert                                   | Kingsholm Stadium, Gloucester Widzów: 12531 Sędzia: Greg Garner |

| 22 lutego 201414:00 | Worcester Warriors                       | 12:24(0:11) | Sale Sharks                                                                   | Sixways Stadium, Worcester Widzów: 6214 Sędzia: Tim Wigglesworth |
| 22 lutego 201414:00 | Mariano Galarza 10 (2P) Ryan Lamb 2 (pd) | 12:24(0:11) | Dan Braid 5 (P) Danny Cipriani 11 (pd 3K) Mark Cueto 5 (P) Nick MacLeod 3 (K) | Sixways Stadium, Worcester Widzów: 6214 Sędzia: Tim Wigglesworth |

| 23 lutego 201413:00 | London Irish                               | 15:20(9:10) | Leicester Tigers                                                                      | Madejski Stadium, Reading Widzów: 9114 Sędzia: JP Doyle |
| 23 lutego 201413:00 | Ian Humphreys 3 (K) James O’Connor 12 (4K) | 15:20(9:10) | Ben Youngs 5 (P) Logovi’i Mulipola 5 (P) Owen Williams 5 (pd K) Vereniki Goneva 5 (P) | Madejski Stadium, Reading Widzów: 9114 Sędzia: JP Doyle |
| 23 lutego 201413:00 | Eamonn Sheridan                            | 15:20(9:10) | Thomas Waldrom                                                                        | Madejski Stadium, Reading Widzów: 9114 Sędzia: JP Doyle |

| 23 lutego 201415:00 | Newcastle Falcons                                     | 16:22(6:19) | Northampton Saints                                                | Kingston Park, Newcastle upon Tyne Widzów: 4846 Sędzia: Andrew Small |
| 23 lutego 201415:00 | Joel Hodgson 2 (pd) Noah Cato 5 (P) Rory Clegg 9 (3K) | 16:22(6:19) | James Wilson 10 (2P) Stephen Myler 7 (2pd K) Tom Stephenson 5 (P) | Kingston Park, Newcastle upon Tyne Widzów: 4846 Sędzia: Andrew Small |

| 23 lutego 201415:15 | Saracens                                                            | 23:10(7:7) | Exeter                                     | Allianz Park, Londyn Widzów: 8114 Sędzia: Wayne Barnes |
| 23 lutego 201415:15 | Charlie Hodgson 13 (2pd 3K) James Johnston 5 (P) Schalk Brits 5 (P) | 23:10(7:7) | Gareth Steenson 5 (pd K) Ian Whitten 5 (P) | Allianz Park, Londyn Widzów: 8114 Sędzia: Wayne Barnes |
| 23 lutego 201415:15 | Jacques Burger                                                      | 23:10(7:7) |                                            | Allianz Park, Londyn Widzów: 8114 Sędzia: Wayne Barnes |

| 28 lutego 201419:45 | Bath                         | 10:23(3:17) | Saracens                                                         | The Recreation Ground, Bath Widzów: 12100 Sędzia: Luke Pearce |
| 28 lutego 201419:45 | George Ford 5 (pd K)         | 10:23(3:17) | Alex Goode 13 (2pd dg 2K) Chris Wyles 5 (P) David Strettle 5 (P) | The Recreation Ground, Bath Widzów: 12100 Sędzia: Luke Pearce |
| 28 lutego 201419:45 | Chris Wyles · Jacques Burger | 10:23(3:17) |                                                                  | The Recreation Ground, Bath Widzów: 12100 Sędzia: Luke Pearce |

| 1 marca 201415:00 | Exeter                                                     | 18:0(6:0) | London Irish                    | Sandy Park, Exeter Widzów: 7952 Sędzia: Matt Carley |
| 1 marca 201415:00 | Henry Slade 8 (pd 2K) Ian Whitten 5 (P) Phil Dollman 5 (P) | 18:0(6:0) |                                 | Sandy Park, Exeter Widzów: 7952 Sędzia: Matt Carley |
| 1 marca 201415:00 | Ben White                                                  | 18:0(6:0) | Darren Allinson · Leo Halavatau | Sandy Park, Exeter Widzów: 7952 Sędzia: Matt Carley |

| 1 marca 201415:00 | Harlequins                                              | 21:20(3:13) | Worcester Warriors                                            | Twickenham Stoop, Londyn Widzów: 12173 Sędzia: Wayne Barnes |
| 1 marca 201415:00 | Ben Botica 11 (pd 3K) Harry Sloan 5 (P) Sam Smith 5 (P) | 21:20(3:13) | Chris Pennell 10 (P pd K) David Lemi 5 (P) Ryan Lamb 5 (pd K) | Twickenham Stoop, Londyn Widzów: 12173 Sędzia: Wayne Barnes |
| 1 marca 201415:00 | Jordan Turner-Hall · Ugo Monye                          | 21:20(3:13) | Leonardo Senatore                                             | Twickenham Stoop, Londyn Widzów: 12173 Sędzia: Wayne Barnes |

| 1 marca 201415:00 | London Wasps                           | 17:21(9:10) | Sale Sharks                                                  | Adams Park, High Wycombe Widzów: 5502 Sędzia: Dean Richards |
| 1 marca 201415:00 | Joe Carlisle 12 (4K) Joe Simpson 5 (P) | 17:21(9:10) | Dan Braid 5 (P) Danny Cipriani 11 (pd 3K) Johnny Leota 5 (P) | Adams Park, High Wycombe Widzów: 5502 Sędzia: Dean Richards |
| 1 marca 201415:00 | Joe Simpson                            | 17:21(9:10) |                                                              | Adams Park, High Wycombe Widzów: 5502 Sędzia: Dean Richards |

| 1 marca 201415:15 | Northampton Saints                                                                                                  | 39:13(13:10) | Gloucester                                  | Franklin’s Gardens, Northampton Widzów: 13238 Sędzia: Tim Wigglesworth |
| 1 marca 201415:15 | Alex Waller 5 (P) Calum Clark 5 (P) Ken Pisi 5 (P) Stephen Myler 14 (4pd 2K) Tom Stephenson 5 (P) Will Hooley 5 (P) | 39:13(13:10) | Freddie Burns 8 (pd 2K) Henry Trinder 5 (P) | Franklin’s Gardens, Northampton Widzów: 13238 Sędzia: Tim Wigglesworth |
| 1 marca 201415:15 | Will James | 39:13(13:10) |                                             | Franklin’s Gardens, Northampton Widzów: 13238 Sędzia: Tim Wigglesworth |

| 2 marca 201414:00 | Newcastle Falcons                                                       | 18:41(13:14) | Leicester Tigers                                                                                            | Kingston Park, Newcastle upon Tyne Widzów: 7073 Sędzia: Greg Garner |
| 2 marca 201414:00 | Lee Smith 3 (K) Noah Cato 5 (P) Phil Godman 5 (pd K) Scott Lawson 5 (P) | 18:41(13:14) | Owen Williams 19 (2pd 5K) Pablo Matera 5 (P) Thomas Waldrom 5 (P) Toby Flood 2 (pd) Vereniki Goneva 10 (2P) | Kingston Park, Newcastle upon Tyne Widzów: 7073 Sędzia: Greg Garner |
| 2 marca 201414:00 | Ben Youngs · Manu Tuilagi · Toby Flood                                  | 18:41(13:14) | | Kingston Park, Newcastle upon Tyne Widzów: 7073 Sędzia: Greg Garner |

| 21 marca 201419:45 | Worcester Warriors                                  | 11:13(3:3) | London Wasps                                   | Sixways Stadium, Worcester Widzów: 7165 Sędzia: Andrew Small |
| 21 marca 201419:45 | Chris Pennell 3 (K) Ryan Lamb 3 (K) Sam Betty 5 (P) | 11:13(3:3) | Andy Goode 8 (pd 2K) Jake Cooper-Woolley 5 (P) | Sixways Stadium, Worcester Widzów: 7165 Sędzia: Andrew Small |

| 22 marca 201414:00 | Sale Sharks                                                              | 19:6(19:6) | Northampton Saints | AJ Bell Stadium, Manchester Widzów: 5428 Sędzia: Luke Pearce |
| 22 marca 201414:00 | Danny Cipriani 4 (2pd) Marc Jones 5 (P) Mark Cueto 5 (P) Tom Brady 5 (P) | 19:6(19:6) | Will Hooley 6 (2K) | AJ Bell Stadium, Manchester Widzów: 5428 Sędzia: Luke Pearce |
| 22 marca 201414:00 | Sam Tuitupou                                                             | 19:6(19:6) |                    | AJ Bell Stadium, Manchester Widzów: 5428 Sędzia: Luke Pearce |

| 22 marca 201415:00 | Gloucester                                                                                          | 40:33(17:7) | Newcastle Falcons | Kingsholm Stadium, Gloucester Widzów: 13015 Sędzia: Wayne Barnes |
| 22 marca 201415:00 | James Hudson 5 (P) Jonny May 5 (P) Mike Tindall 5 (P) Rob Cook 20 (P 3pd 3K) Sione Kalamafoni 5 (P) | 40:33(17:7) | Alex Tait 5 (P) Andy Saull 5 (P) Chris York 5 (P) George McGuigan 5 (P) Joel Hodgson 6 (3pd) Noah Cato 5 (P) Phil Godman 2 (pd) | Kingsholm Stadium, Gloucester Widzów: 13015 Sędzia: Wayne Barnes |
| 22 marca 201415:00 | James Hudson · Matt Kvesic                                                                          | 40:33(17:7) | | Kingsholm Stadium, Gloucester Widzów: 13015 Sędzia: Wayne Barnes |

| 22 marca 201415:15 | Saracens | 39:17(27:10) | Harlequins                                              | Stadion Wembley, Londyn Widzów: 83889 Sędzia: Tim Wigglesworth |
| 22 marca 201415:15 | Charlie Hodgson 2 (pd) Chris Ashton 5 (P) George Kruis 5 (P) Jacques Burger 5 (P) Marcelo Bosch 5 (P) Owen Farrell 17 (P 3pd 2K) | 39:17(27:10) | Karl Dickson 5 (P) Nick Evans 7 (2pd K) Sam Smith 5 (P) | Stadion Wembley, Londyn Widzów: 83889 Sędzia: Tim Wigglesworth |
| 22 marca 201415:15 | Steve Borthwick | 39:17(27:10) |                                                         | Stadion Wembley, Londyn Widzów: 83889 Sędzia: Tim Wigglesworth |

| 22 marca 201417:30 | London Irish                                                                                             | 23:44(13:14) | Bath                                                                                                  | Madejski Stadium, Reading Widzów: 22361 Sędzia: Greg Garner |
| 22 marca 201417:30 | Chris Halaʻufia 5 (P) Ian Humphreys 2 (pd) James O’Connor 8 (pd 2K) Shane Geraghty 3 (K) Topsy Ojo 5 (P) | 23:44(13:14) | Anthony Watson 5 (P) David Wilson 5 (P) George Ford 24 (3pd 6K) Kyle Eastmond 5 (P) Matt Garvey 5 (P) | Madejski Stadium, Reading Widzów: 22361 Sędzia: Greg Garner |
| 22 marca 201417:30 | George Skivington · Matt Parr                                                                            | 23:44(13:14) | | Madejski Stadium, Reading Widzów: 22361 Sędzia: Greg Garner |

| 23 marca 201414:00 | Leicester Tigers | 45:15(25:10) | Exeter                                                    | Welford Road, Leicester Widzów: 23466 Sędzia: Dean Richards |
| 23 marca 201414:00 | Adam Thompstone 5 (P) David Mele 10 (2P) Logovi’i Mulipola 5 (P) Manu Tuilagi 5 (P) Owen Williams 13 (2pd 3K) Toby Flood 2 (pd) Vereniki Goneva 5 (P) | 45:15(25:10) | Henry Slade 5 (pd K) Ian Whitten 5 (P) Jack Yeandle 5 (P) | Welford Road, Leicester Widzów: 23466 Sędzia: Dean Richards |
| 23 marca 201414:00 | Dean Mumm | 45:15(25:10) |                                                           | Welford Road, Leicester Widzów: 23466 Sędzia: Dean Richards |

| 28 marca 201419:45 | Bath                                | 11:12(6:9) | Sale Sharks            | The Recreation Ground, Bath Widzów: 11873 Sędzia: Dean Richards |
| 28 marca 201419:45 | George Ford 6 (2K) Ross Batty 5 (P) | 11:12(6:9) | Danny Cipriani 12 (4K) | The Recreation Ground, Bath Widzów: 11873 Sędzia: Dean Richards |
| 28 marca 201419:45 | Henry Thomas                        | 11:12(6:9) |                        | The Recreation Ground, Bath Widzów: 11873 Sędzia: Dean Richards |

| 29 marca 201415:00 | Exeter                                             | 13:14(8:6) | Gloucester                             | Sandy Park, Exeter Widzów: 10171 Sędzia: Matt Carley |
| 29 marca 201415:00 | Don Armand 5 (P) Henry Slade 3 (K) Matt Jess 5 (P) | 13:14(8:6) | Charlie Sharples 5 (P) Rob Cook 9 (3K) | Sandy Park, Exeter Widzów: 10171 Sędzia: Matt Carley |
| 29 marca 201415:00 | Sila Puafisi · Sione Kalamafoni                    | 13:14(8:6) |                                        | Sandy Park, Exeter Widzów: 10171 Sędzia: Matt Carley |

| 29 marca 201415:00 | Harlequins                                               | 23:9(10:9) | London Irish          | Twickenham Stoop, Londyn Widzów: 14800 Sędzia: Andrew Small |
| 29 marca 201415:00 | Mike Brown 5 (P) Nick Evans 13 (P pd 2K) Sam Smith 5 (P) | 23:9(10:9) | James O’Connor 9 (3K) | Twickenham Stoop, Londyn Widzów: 14800 Sędzia: Andrew Small |
| 29 marca 201415:00 | Marland Yarde                                            | 23:9(10:9) |                       | Twickenham Stoop, Londyn Widzów: 14800 Sędzia: Andrew Small |

| 29 marca 201415:00 | London Wasps                                                                                 | 20:32(8:17) | Saracens                                                                                                 | Adams Park, High Wycombe Widzów: 6446 Sędzia: Luke Pearce |
| 29 marca 201415:00 | Andy Goode 3 (K) Carlo Festuccia 5 (P) Joe Carlisle 2 (pd) Jonah Holmes 5 (P) Tom Howe 5 (P) | 20:32(8:17) | Alex Goode 5 (P) Charlie Hodgson 7 (2pd K) Jackson Wray 5 (P) Jamie George 10 (2P) Owen Farrell 5 (pd K) | Adams Park, High Wycombe Widzów: 6446 Sędzia: Luke Pearce |
| 29 marca 201415:00 | Sam Jones                                                                                    | 20:32(8:17) | Mouritz Botha                                                                                            | Adams Park, High Wycombe Widzów: 6446 Sędzia: Luke Pearce |

| 29 marca 201415:15 | Northampton Saints                                                           | 16:22(8:13) | Leicester Tigers                             | Franklin’s Gardens, Northampton Widzów: 13459 Sędzia: Wayne Barnes |
| 29 marca 201415:15 | Ethan Waller 5 (P) James Wilson 3 (K) Kahn Fotualiʻi 5 (P) Will Hooley 3 (K) | 16:22(8:13) | Anthony Allen 5 (P) Owen Williams 17 (pd 5K) | Franklin’s Gardens, Northampton Widzów: 13459 Sędzia: Wayne Barnes |
| 29 marca 201415:15 | Ben Youngs · Vereniki Goneva                                                 | 16:22(8:13) |                                              | Franklin’s Gardens, Northampton Widzów: 13459 Sędzia: Wayne Barnes |

| 30 marca 201414:00 | Newcastle Falcons   | 12:17(9:6) | Worcester Warriors                                         | Kingston Park, Newcastle upon Tyne Widzów: 4411 Sędzia: Tim Wigglesworth |
| 30 marca 201414:00 | Phil Godman 12 (4K) | 12:17(9:6) | Chris Pennell 6 (2K) Josh Drauniniu 5 (P) Ryan Lamb 6 (2K) | Kingston Park, Newcastle upon Tyne Widzów: 4411 Sędzia: Tim Wigglesworth |

| 11 kwietnia 201419:45 | Sale Sharks                           | 12:27(5:15) | Harlequins                                                                       | AJ Bell Stadium, Manchester Widzów: 5837 Sędzia: Wayne Barnes |
| 11 kwietnia 201419:45 | Danny Cipriani 2 (pd) Tom Brady 5 (P) | 12:27(5:15) | Danny Care 5 (P) Maurie Fa'asavalu 5 (P) Nick Evans 12 (P 2pd K) Sam Smith 5 (P) | AJ Bell Stadium, Manchester Widzów: 5837 Sędzia: Wayne Barnes |
| 11 kwietnia 201419:45 | Charlie Matthews                      | 12:27(5:15) |                                                                                  | AJ Bell Stadium, Manchester Widzów: 5837 Sędzia: Wayne Barnes |

| 12 kwietnia 201415:00 | Leicester Tigers                                                                    | 27:15(14:10) | London Wasps                                            | Welford Road, Leicester Widzów: 24000 Sędzia: Andrew Small |
| 12 kwietnia 201415:00 | David Mele 5 (P) Manu Tuilagi 10 (2P) Owen Williams 7 (2pd K) Vereniki Goneva 5 (P) | 27:15(14:10) | Andy Goode 5 (pd K) Guy Thompson 5 (P) Tommy Bell 5 (P) | Welford Road, Leicester Widzów: 24000 Sędzia: Andrew Small |

| 12 kwietnia 201415:00 | Worcester Warriors                                                                | 33:38(15:28) | Exeter                                                                            | Sixways Stadium, Worcester Widzów: 8820 Sędzia: JP Doyle |
| 12 kwietnia 201415:00 | Agustín Creevy 5 (P) Chris Pennell 5 (P) David Lemi 10 (2P) Ryan Lamb 13 (2pd 3K) | 33:38(15:28) | Dave Lewis 5 (P) Gareth Steenson 18 (P 5pd K) Jack Yeandle 10 (2P) Sam Hill 5 (P) | Sixways Stadium, Worcester Widzów: 8820 Sędzia: JP Doyle |
| 12 kwietnia 201415:00 | James Scaysbrook                                                                  | 33:38(15:28) |                                                                                   | Sixways Stadium, Worcester Widzów: 8820 Sędzia: JP Doyle |

| 12 kwietnia 201415:15 | Gloucester                                                | 17:18(9:6) | Bath                                      | Kingsholm Stadium, Gloucester Widzów: 16121 Sędzia: Tim Wigglesworth |
| 12 kwietnia 201415:15 | Billy Twelvetrees 12 (4K) Henry Trinder 5 (P)             | 17:18(9:6) | George Ford 8 (pd 2K) Stuart Hooper 5 (P) | Kingsholm Stadium, Gloucester Widzów: 16121 Sędzia: Tim Wigglesworth |
| 12 kwietnia 201415:15 | Huia Edmonds · Mike Tindall · Sila Puafisi · Tavis Knoyle | 17:18(9:6) | Carl Fearns · Dave Attwood · Matt Garvey  | Kingsholm Stadium, Gloucester Widzów: 16121 Sędzia: Tim Wigglesworth |

| 13 kwietnia 201414:00 | Saracens | 28:24(21:10) | Northampton Saints                                              | Allianz Park, Londyn Widzów: 9999 Sędzia: Matt Carley |
| 13 kwietnia 201414:00 | Charlie Hodgson 2 (pd) David Strettle 5 (P) Kelly Brown 5 (P) Marcelo Bosch 11 (P 2K) Owen Farrell 5 (pd K) | 28:24(21:10) | George North 5 (P) Luther Burrell 5 (P) Stephen Myler 9 (3pd K) | Allianz Park, Londyn Widzów: 9999 Sędzia: Matt Carley |
| 13 kwietnia 201414:00 | Matt Stevens                                                                                                | 28:24(21:10) |                                                                 | Allianz Park, Londyn Widzów: 9999 Sędzia: Matt Carley |

| 13 kwietnia 201415:00 | London Irish                                                                                                 | 40:12(40:12) | Newcastle Falcons  | Madejski Stadium, Reading Widzów: 5614 Sędzia: Luke Pearce |
| 13 kwietnia 201415:00 | Andrew Fenby 15 (3P) Eamonn Sheridan 5 (P) Fergus Mulchrone 5 (P) Gerard Ellis 5 (P) James O’Connor 10 (5pd) | 40:12(40:12) | Rory Clegg 12 (4K) | Madejski Stadium, Reading Widzów: 5614 Sędzia: Luke Pearce |

| 18 kwietnia 201419:45 | Harlequins                                              | 24:20(13:13) | Leicester Tigers                                                | Twickenham Stoop, Londyn Widzów: 14800 Sędzia: Tim Wigglesworth |
| 18 kwietnia 201419:45 | Ben Botica 3 (K) Mike Brown 5 (P) Nick Evans 11 (pd 3K) | 24:20(13:13) | Jamie Gibson 5 (P) Toby Flood 10 (2pd 2K) Vereniki Goneva 5 (P) | Twickenham Stoop, Londyn Widzów: 14800 Sędzia: Tim Wigglesworth |
| 18 kwietnia 201419:45 | George Robson                                           | 24:20(13:13) | Julian Salvi · Pablo Matera                                     | Twickenham Stoop, Londyn Widzów: 14800 Sędzia: Tim Wigglesworth |

| 19 kwietnia 201415:00 | Bath | 32:20(19:5) | Worcester Warriors                                               | The Recreation Ground, Bath Widzów: 12044 Sędzia: Matt Carley |
| 19 kwietnia 201415:00 | Gavin Henson 3 (K) George Ford 9 (3pd K) Horacio Agulla 5 (P) Matt Banahan 5 (P) Micky Young 5 (P) Nick Abendanon 5 (P) | 32:20(19:5) | Andy Symons 5 (P) Chris Pennell 10 (P pd K) Josh Drauniniu 5 (P) | The Recreation Ground, Bath Widzów: 12044 Sędzia: Matt Carley |
| 19 kwietnia 201415:00 | George Ford | 32:20(19:5) | Sam Betty                                                        | The Recreation Ground, Bath Widzów: 12044 Sędzia: Matt Carley |

| 19 kwietnia 201415:00 | Exeter                                                          | 12:55(7:19) | Sale Sharks | Sandy Park, Exeter Widzów: 9467 Sędzia: Dean Richards |
| 19 kwietnia 201415:00 | Carl Rimmer 5 (P) Fetu’u Vainikolo 5 (P) Gareth Steenson 2 (pd) | 12:55(7:19) | Andrei Ostrikov 5 (P) Danny Cipriani 8 (4pd) David Seymour 5 (P) Dwayne Peel 5 (P) Joe Ford 7 (2pd dg) Michael Paterson 5 (P) Sam Tuitupou 10 (2P) Tom Arscott 5 (P) Tom Brady 5 (P) | Sandy Park, Exeter Widzów: 9467 Sędzia: Dean Richards |

| 19 kwietnia 201415:15 | London Wasps | 38:30(24:16) | Gloucester                                                                           | Twickenham Stadium Londyn Widzów: 38294 Sędzia: Wayne Barnes |
| 19 kwietnia 201415:15 | Andy Goode 11 (4pd K) Ashley Johnson 5 (P) Elliot Daly 5 (P) James Haskell 10 (2P) Joe Carlisle 2 (pd) Tom Varndell 5 (P) | 38:30(24:16) | Billy Twelvetrees 15 (3pd 3K) Freddie Burns 5 (P) Huia Edmonds 5 (P) Jonny May 5 (P) | Twickenham Stadium Londyn Widzów: 38294 Sędzia: Wayne Barnes |
| 19 kwietnia 201415:15 | Andrea Masi · Ashley Johnson · Viliami Helu                                                                               | 38:30(24:16) |                                                                                      | Twickenham Stadium Londyn Widzów: 38294 Sędzia: Wayne Barnes |

| 20 kwietnia 201414:00 | Northampton Saints | 36:21(24:0) | London Irish                                                     | Franklin’s Gardens, Northampton Widzów: 13475 Sędzia: JP Doyle |
| 20 kwietnia 201414:00 | Alex Waller 5 (P) James Wilson 2 (pd) Jamie Elliott 10 (2P) Kahn Fotualiʻi 5 (P) Salesi Maʻafu 5 (P) Stephen Myler 9 (3pd K) | 36:21(24:0) | Andrew Fenby 5 (P) Jebb Sinclair 5 (P) Shane Geraghty 11 (P 3pd) | Franklin’s Gardens, Northampton Widzów: 13475 Sędzia: JP Doyle |
| 20 kwietnia 201414:00 | Alex Waller | 36:21(24:0) |                                                                  | Franklin’s Gardens, Northampton Widzów: 13475 Sędzia: JP Doyle |

| 20 kwietnia 201415:00 | Newcastle Falcons                                                            | 18:23(8:10) | Saracens                                                         | Kingston Park, Newcastle upon Tyne Widzów: 4878 Sędzia: Andrew Small |
| 20 kwietnia 201415:00 | Joel Hodgson 6 (2K) Phil Godman 2 (pd) Sinoti Sinoti 5 (P) Warren Fury 5 (P) | 18:23(8:10) | Ben Ransom 5 (P) Charlie Hodgson 13 (2pd 3K) Tim Streather 5 (P) | Kingston Park, Newcastle upon Tyne Widzów: 4878 Sędzia: Andrew Small |
| 20 kwietnia 201415:00 | Jack Wilson                                                                  | 18:23(8:10) |                                                                  | Kingston Park, Newcastle upon Tyne Widzów: 4878 Sędzia: Andrew Small |

| 2 maja 201419:45 | Bath                     | 19:19(6:6) | Northampton Saints                           | The Recreation Ground, Bath Widzów: 11978 Sędzia: Matt Carley |
| 2 maja 201419:45 | George Ford 19 (P pd 4K) | 19:19(6:6) | Jamie Elliott 5 (P) Stephen Myler 14 (pd 4K) | The Recreation Ground, Bath Widzów: 11978 Sędzia: Matt Carley |
| 2 maja 201419:45 | Anthony Perenise         | 19:19(6:6) | Courtney Lawes                               | The Recreation Ground, Bath Widzów: 11978 Sędzia: Matt Carley |

| 3 maja 201415:00 | Gloucester | 38:30(17:12) | London Irish                                                                         | Kingsholm Stadium, Gloucester Widzów: 14915 Sędzia: Steve Lee |
| 3 maja 201415:00 | Billy Twelvetrees 2 (pd) Charlie Sharples 5 (P) Freddie Burns 11 (pd 3K) Shane Monahan 15 (3P) Sione Kalamafoni 5 (P) | 38:30(17:12) | Gerard Ellis 5 (P) Ian Humphreys 7 (2pd K) Marland Yarde 15 (3P) Myles Dorrian 3 (K) | Kingsholm Stadium, Gloucester Widzów: 14915 Sędzia: Steve Lee |
| 3 maja 201415:00 | Jimmy Cowan | 38:30(17:12) |                                                                                      | Kingsholm Stadium, Gloucester Widzów: 14915 Sędzia: Steve Lee |

| 3 maja 201415:00 | London Wasps | 44:38(29:17) | Newcastle Falcons                                                                  | Adams Park, High Wycombe Widzów: 6003 Sędzia: Dean Richards |
| 3 maja 201415:00 | Andy Goode 14 (4pd 2K) Ashley Johnson 5 (P) Charlie Hayter 5 (P) Joe Simpson 5 (P) Nathan Hughes 10 (2P) Viliami Helu 5 (P) | 44:38(29:17) | George McGuigan 5 (P) Joel Hodgson 18 (P 5pd K) Mike Blair 5 (P) Noah Cato 10 (2P) | Adams Park, High Wycombe Widzów: 6003 Sędzia: Dean Richards |
| 3 maja 201415:00 | Charlie Hayter · James Haskell                                                                                              | 44:38(29:17) | James Fitzpatrick                                                                  | Adams Park, High Wycombe Widzów: 6003 Sędzia: Dean Richards |

| 3 maja 201415:00 | Saracens                                                                              | 44:20(22:10) | Worcester Warriors                                            | Allianz Park, Londyn Widzów: 8247 Sędzia: Tim Wigglesworth |
| 3 maja 201415:00 | Alex Goode 14 (4pd 2K) Chris Ashton 10 (2P) David Strettle 5 (P) Jackson Wray 15 (3P) | 44:20(22:10) | Chris Pennell 10 (2P) Ryan Lamb 5 (pd K) Semisi Taulava 5 (P) | Allianz Park, Londyn Widzów: 8247 Sędzia: Tim Wigglesworth |
| 3 maja 201415:00 | David Strettle · Neil de Kock · Rhys Gill                                             | 44:20(22:10) | Ryan Lamb                                                     | Allianz Park, Londyn Widzów: 8247 Sędzia: Tim Wigglesworth |

| 3 maja 201415:15 | Sale Sharks                                                                                        | 22:42(3:14) | Leicester Tigers                                                                                    | AJ Bell Stadium, Manchester Widzów: 10092 Sędzia: JP Doyle |
| 3 maja 201415:15 | Danny Cipriani 3 (K) Henry Thomas 5 (P) Joe Ford 4 (2pd) Johnny Leota 5 (P) Michael Paterson 5 (P) | 22:42(3:14) | David Mele 5 (P) Niall Morris 5 (P) Owen Williams 12 (6pd) Toby Flood 10 (2P) Vereniki Goneva 5 (P) | AJ Bell Stadium, Manchester Widzów: 10092 Sędzia: JP Doyle |
| 3 maja 201415:15 | Tom Arscott                                                                                        | 22:42(3:14) | | AJ Bell Stadium, Manchester Widzów: 10092 Sędzia: JP Doyle |

| 4 maja 201414:00 | Exeter                                                       | 29:30(16:5) | Harlequins                                                                | Sandy Park, Exeter Widzów: 10199 Sędzia: Andrew Small |
| 4 maja 201414:00 | Dave Lewis 5 (P) Gareth Steenson 19 (2pd 5K) Matt Jess 5 (P) | 29:30(16:5) | Danny Care 5 (P) Nick Evans 15 (P 2pd 2K) Tom Guest 5 (P) Ugo Monye 5 (P) | Sandy Park, Exeter Widzów: 10199 Sędzia: Andrew Small |
| 4 maja 201414:00 | Damian Welch                                                 | 29:30(16:5) |                                                                           | Sandy Park, Exeter Widzów: 10199 Sędzia: Andrew Small |

| 10 maja 201415:15 | Harlequins                             | 19:16(10:7) | Bath                     | Twickenham Stoop, Londyn Widzów: 14800 Sędzia: Wayne Barnes |
| 10 maja 201415:15 | Mike Brown 5 (P) Nick Evans 14 (pd 4K) | 19:16(10:7) | George Ford 16 (P pd 3K) | Twickenham Stoop, Londyn Widzów: 14800 Sędzia: Wayne Barnes |
| 10 maja 201415:15 | Matt Banahan                           | 19:16(10:7) |                          | Twickenham Stoop, Londyn Widzów: 14800 Sędzia: Wayne Barnes |

| 10 maja 201415:15 | Leicester Tigers                                                                 | 31:27(10:8) | Saracens                                | Welford Road, Leicester Widzów: 24000 Sędzia: Greg Garner |
| 10 maja 201415:15 | Blaine Scully 5 (P) Graham Kitchener 5 (P) Manu Tuilagi 5 (P) Toby Flood 8 (4pd) | 31:27(10:8) | Ben Spencer 9 (P 2pd) Jack Wilson 5 (P) | Welford Road, Leicester Widzów: 24000 Sędzia: Greg Garner |
| 10 maja 201415:15 | Michael Tagicakibau · Justin Melck                                               | 31:27(10:8) |                                         | Welford Road, Leicester Widzów: 24000 Sędzia: Greg Garner |

| 10 maja 201415:15 | London Irish                                                      | 22:20(10:17) | Sale Sharks                                              | Madejski Stadium, Reading Widzów: 8791 Sędzia: Greg Macdonald |
| 10 maja 201415:15 | Andrew Fenby 10 (2P) James O’Connor 7 (2pd K) Marland Yarde 5 (P) | 22:20(10:17) | Joe Ford 10 (2pd 2K) Mark Easter 5 (P) Tom Arscott 5 (P) | Madejski Stadium, Reading Widzów: 8791 Sędzia: Greg Macdonald |

| 10 maja 201415:15 | Newcastle Falcons                                        | 13:23(6:15) | Exeter                                                                               | Kingston Park, Newcastle upon Tyne Widzów: 4555 Sędzia: Craig Maxwell-Keys |
| 10 maja 201415:15 | Joel Hodgson 6 (2K) Mark Wilson 5 (P) Phil Godman 2 (pd) | 13:23(6:15) | Ben White 5 (P) Fetu’u Vainikolo 5 (P) Henry Slade 8 (pd 2K) Luke Cowan-Dickie 5 (P) | Kingston Park, Newcastle upon Tyne Widzów: 4555 Sędzia: Craig Maxwell-Keys |

| 10 maja 201415:15 | Northampton Saints | 74:13(27:13) | London Wasps                                               | Franklin’s Gardens, Northampton Widzów: 13459 Sędzia: Luke Pearce |
| 10 maja 201415:15 | Ben Foden 5 (P) George North 10 (2P) James Wilson 10 (5pd) Ken Pisi 5 (P) Lee Dickson 10 (2P) Luther Burrell 5 (P) Phil Dowson 10 (2P) Stephen Myler 14 (P 3pd K) Tom Stephenson 5 (P) | 74:13(27:13) | Charlie Davies 5 (P) Joe Carlisle 3 (K) Tom Varndell 5 (P) | Franklin’s Gardens, Northampton Widzów: 13459 Sędzia: Luke Pearce |
| 10 maja 201415:15 | Chris Bell · Nathan Hughes | 74:13(27:13) |                                                            | Franklin’s Gardens, Northampton Widzów: 13459 Sędzia: Luke Pearce |

| 10 maja 201415:15 | Worcester Warriors                                                | 28:27(15:17) | Gloucester                                                                     | Sixways Stadium, Worcester Widzów: 11852 Sędzia: JP Doyle |
| 10 maja 201415:15 | Josh Drauniniu 5 (P) Ryan Lamb 18 (P 2pd 3K) Semisi Taulava 5 (P) | 28:27(15:17) | Ben Morgan 5 (P) Freddie Burns 7 (2pd K) Jonny May 10 (2P) Shane Monahan 5 (P) | Sixways Stadium, Worcester Widzów: 11852 Sędzia: JP Doyle |
| 10 maja 201415:15 | Jonny May · Rob Cook                                              | 28:27(15:17) |                                                                                | Sixways Stadium, Worcester Widzów: 11852 Sędzia: JP Doyle |

## Faza pucharowa
|  |                    |                    |                    |                    |    |          |          |       |
|  | Półfinał           | Półfinał           | Półfinał           |                    |    | Finał    | Finał    | Finał |
|  | Półfinał           | Półfinał           | Półfinał           |                    |    | Finał    | Finał    | Finał |
|  | 17 maja 2014       |                    |                    |                    |    |          |          |       |
|  |                    |                    |                    |                    |    |          |          |       |
|  | Saracens           | Saracens           | 31                 |                    |    |          |          |       |
|  | Saracens           | Saracens           | 31                 | 31 maja 2014       |    |          |          |       |
|  | Harlequins         | Harlequins         | 17                 |                    |    |          |          |       |
|  | Harlequins         | Harlequins         | 17                 |                    |    | Saracens | Saracens | 20    |
|  | 16 maja 2014       |                    |                    |                    |    | Saracens | Saracens | 20    |
|  |                    |                    | Northampton Saints | Northampton Saints | 24 |          |          |       |
|  | Northampton Saints | Northampton Saints | Northampton Saints | Northampton Saints | 24 | 21       |          |       |
|  | Northampton Saints | Northampton Saints |                    |                    |    |          |          |       |
|  | Leicester Tigers   | Leicester Tigers   | 20                 |                    |    |          |          |       |
|  | Leicester Tigers   | Leicester Tigers   | 20                 |                    |    |          |          |       |

| 17 maja 201414:00 | Saracens                                                                         | 31:17(11:17) | Harlequins                                            | Allianz Park, Londyn Widzów: 9962 Sędzia: Wayne Barnes |
| 17 maja 201414:00 | Brad Barritt 5 (P) Chris Ashton 5 (P) Kelly Brown 5 (P) Owen Farrell 16 (2pd 4K) | 31:17(11:17) | Mike Brown 5 (P) Nick Evans 7 (2pd K) Ugo Monye 5 (P) | Allianz Park, Londyn Widzów: 9962 Sędzia: Wayne Barnes |
| 17 maja 201414:00 | Marcelo Bosch · Matt Stevens                                                     | 31:17(11:17) |                                                       | Allianz Park, Londyn Widzów: 9962 Sędzia: Wayne Barnes |

| 16 maja 201419:45 | Northampton Saints                                         | 21:20(6:17) | Leicester Tigers                                                             | Franklin’s Gardens, Northampton Widzów: 13491 Sędzia: JP Doyle |
| 16 maja 201419:45 | George North 5 (P) Stephen Myler 11 (pd 3K) Tom Wood 5 (P) | 21:20(6:17) | Ben Youngs 5 (P) Manu Tuilagi 5 (P) Owen Williams 3 (K) Toby Flood 7 (2pd K) | Franklin’s Gardens, Northampton Widzów: 13491 Sędzia: JP Doyle |
| 16 maja 201419:45 | Salesi Maʻafu                                              | 21:20(6:17) | Dan Bowden · Tom Youngs · Vereniki Goneva                                    | Franklin’s Gardens, Northampton Widzów: 13491 Sędzia: JP Doyle |

| 31 maja 201415:00 | Saracens                                                       | 20:24(6:7) | Northampton Saints                                                          | Twickenham Stadium Londyn Widzów: 81193 Sędzia: JP Doyle |
| 31 maja 201415:00 | Charlie Hodgson 6 (2K) Marcelo Bosch 5 (P) Owen Farrell 9 (3K) | 20:24(6:7) | Alex Waller 5 (P) Ben Foden 5 (P) George Pisi 5 (P) Stephen Myler 9 (3pd K) | Twickenham Stadium Londyn Widzów: 81193 Sędzia: JP Doyle |